# Salem Historic District (New York)

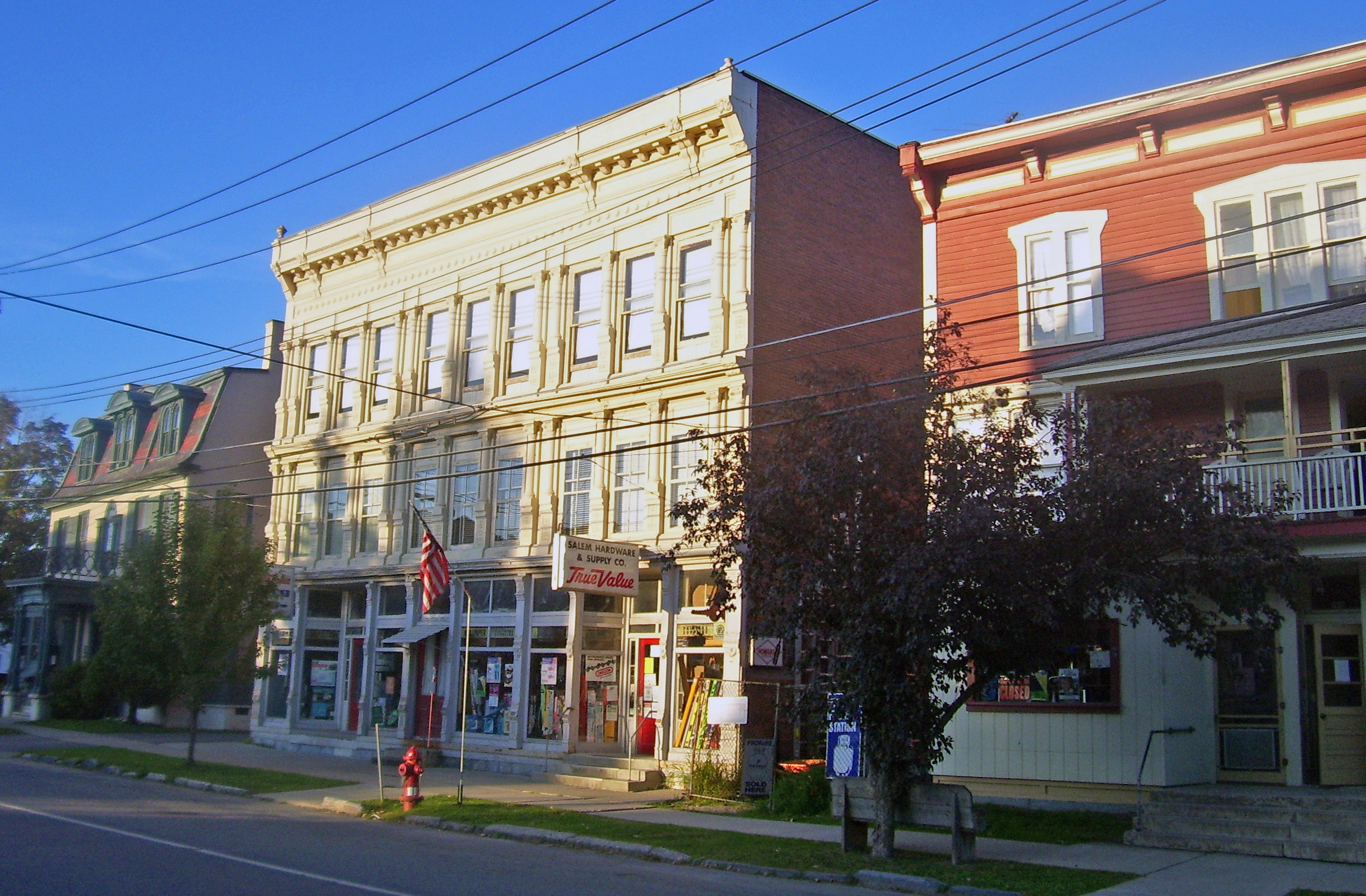
Gebäude an der Main Street, 2008

Der Salem Historic District ist ein Ensemble von 79 historischen Gebäuden an der Main Street (New York State Route 22) und am Broadway (Washington County Routes 30 und 153) in Salem, New York. Der historische Distrikt hat eine Fläche von knapp neun Hektar.
69 der 79 Bauten des Distrikts stammen aus dem 19. Jahrhundert, der Rest aus der Frühzeit des 20. Jahrhunderts. Einige von ihnen stehen für wichtige Entwicklungsschritte in der Geschichte von Salem, der möglicherweise ältesten durchgehend bewohnten Siedlung im County und eine der ersten Ortschaften im Bundesstaat, die inkorporiert wurden. Die Gebäude, die ein vernichtendes Feuer im Jahr 1840 überstanden haben, sind relativ intakt. Der historische Distrikt wurde 1975 in das National Register of Historic Places aufgenommen.

## Geographie
Der historische Distrikt ist kreuzförmig. Er schließt alle Grundstücke auf den beiden Straßenseiten der Main Street zwischen den Gleisen der früheren Delaware and Hudson Railroad am nördlichen Ende und dem Park Place am südlichen Ende ein. Der Bahnübergang an der County Route 30 bildet die westliche Grenze am Broadway, das frühere Courthouse schließt den Distrikt im Osten ab. Eine Fläche von jeweils 200 Fuß (rund 61 m) beiderseits der beiden Straßen gehören zum Distrikt.
Die Gebiete an Main Street und am östlichen Broadway sind dicht bebaut. Im Zentrum herrscht die gewerbliche Nutzung vor; diese dünnt sich hin zu den Rändern mit seinen eher zu Wohnzwecken dienenden Häusern aus. An der County Route 153, dem westlichen Abschnitt des Broadways, ist die Bebauung dünner, ein hochgewachsener Baumbestand bildet eine Trennung zum County-Courthouse-Komplex und zur Salem High School.

## Geschichte
Salem wurde um 1761 von drei Männern besiedelt, die aus Pelham hierher gekommen waren. Das Village ist somit eine der frühesten Siedlungen weißer Einwanderer im County. An der Stelle der schon längst nicht mehr bestehenden Blockhütten befindet sich heute das Abrams Building an der North Main Street. Die drei Männer holten drei Jahre später ihre Familien nach und erhielten vom kolonialen Gouverneur das Recht auf eine Landfläche von 25.000 Acre (rund 10.000 Hektar), nachdem sie versprochen hatten, zwei Beamten der Kolonialregierung die Hälfte des Landes, das damals zum Charlotte County gehörte, aus dem später das Washington County wurde.
Diese beiden Beamten verkauften ihre Hälfte an einen irischen Geistlichen, der sich und seine Gemeindemitglieder nach Nordamerika gebracht hatte, um der religiösen Verfolgung zu entgehen. Nachfolgend entstanden ein Schulhaus und eine Kirche, beides die ersten Bauwerke ihrer Art im County und jeweils eines von zwei nördlich von Albany.
Kurz nach dem Beginn des Amerikanischen Unabhängigkeitskrieges ordnete 1777 General Philip Schuyler die Evakuierung der Stadt an, als die Truppen von John Burgoyne im Rahmen des Saratoga-Feldzuges in das Gebiet vorstießen. Einige der Männer des Ortes blieben zurück und zerlegten das Schulhaus, um aus den Blockstämmen an der Stelle der heutigen First Presbyterian Church am East Broadway das Fort Salem zu errichten. Diese Festung wurde im September 1777 durch einen ortsansässigen Loyalisten in Brand gesteckt.
Ein Ortsbewohner, John Williams, baute ein Regiment von ortsansässigen Freischärlern auf. Er wurde schließlich als Oberst in den Dienst berufen und wurde nach dem Ende des Kriegs als Brigadegeneral in den Ruhestand versetzt. Er baute sich ein großes Haus am heutigen East Broadway. Dieses Haus war für viele Jahre das größte und prächtigste Haus des Ortes.
Das älteste noch bestehende Haus des Ortes ist das Wohnhaus von Richter Blanchard am East Broadway. Es ist das einzige in Salem, an dem die Einfluss der Georgianischen Architektur, die vor dem Unabhängigkeitskrieg üblich war, deutlich wird. Es handelt sich dabei um ein in Holzständerbauweise errichtetes Gebäude auf einem erhöhten Sockel, dessen Fensterbild symmetrisch ist und über dem Eingang ein palladinianisches Fenster hat. Es wurde 1790 erbaut und entstand so vor dem Aufkommen des Federal Styles, für den das Judge McLean House mit seinem elliptischen Oberlicht und den Seitenfenstern am Eingang etwas weiter unten an der Straße ein Beispiel bildet.
Im Jahr darauf entstand formell mit der Washington Academy die sechste Schule des Bundesstaates. Salem wurde 1803 als Village inkorporiert und acht Jahre später entstand ein neues Schulhaus am West Broadway, dem an dieser Stelle im Laufe der Zeit mehrere Neubauten folgten.
Viele weitere früh entstandene Gebäude des Ortes wurden durch einen Brand 1840 zerstört. Eine Folge dieses Feuers war der Bau des Proudfit Buildings an der Kreuzung von Broadway und Main Street, um darin die Büros der Verwaltung, die Bücherei, das Theater sowie Feuerwache und Polizeiwache unterzubringen. Für den Bau wurden 10.000 US-Dollar verwendet, die ein ortsansässiger Bankdirektor der Ortschaft zu diesem Zwecke unter der Voraussetzung vermachte, dass das Village Geldmittel in gleicher Höhe aufbrachte. Die Familie Proudfit trug etwa die Hälfte der fehlenden Summe bei und deswegen wurde das Gebäude zu Ehren dieser Familie benannt.
1939 wurde der Schulbezirk reformiert und zentralisiert. Die früheren Schulhäuser im Zentrum Salems wurden in Wohnungen umgebaut und auf dem Gelände des ehemaligen Wohnsitzes der Familie Williams entstand eine neue Schule.

## Herausragende Einzelbauwerke
- Judge Blanchard House, East Broadway. Das aus den 1790er Jahren stammende Haus ist das älteste noch bestehende Haus im Ort.
- First Presbyterian Church, East Broadway. Die Kirche mit dem Portikus und seinen dorischen Säulen ist eine der besten neoklassizistischen Bauten in Salem.
- Proudfit Building, West Broadway und South Main Street. Das 1890 erbaute Gebäude mit der Fassade aus Backsteinen und Stuck dient als Rathaus des Ortes, öffentliche Bibliothek und Theater. Es gilt als Mittelpunkt Salems, seitdem es erbaut wurde.
- Proudfit-Sherman House, East Broadway. Das neoklassizistische Haus hat wie die First Presbyterian Church einen Portikus, dieser ist jedoch mit ionischen Säulen versehen.
- Washington County Courthouse, West Broadway. Das ornamentierte Backsteingebäude ist, abgesehen von der Entfernung des Glockenturms, weitgehend noch in dem Zustand, in dem es 1869 erbaut wurde.

## Denkmalschutz
Im Jahr 2008 schuf die Verwaltung des Villages eine Denkmalschutzkommission, um den historischen Charakter des Distriktes zu erhalten. Dieser Ausschuss besteht aus fünf Mitgliedern, die vom Bürgermeister auf jeweils drei Jahre ernannt werden. Zwei von ihnen müssen Bewohner des historischen Distrikts sein und ein Mitglied muss Erfahrungen im Denkmalschutz als Architekt habe. Ein Mitglied muss Historiker sein. Dieser Ausschuss kümmert sich um alle Baumaßnahmen und Renovierungen im Außenbereich, für die eine Baugenehmigung erforderlich ist. Der Ausschuss kann auch Untersuchungen im historischen Distrikt vornehmen und die Einstufung weiterer Bauwerke als örtliche Baudenkmäler vorschlagen.